# Magyarország története (könyvsorozat, 1976)
A tízkötetes Magyarország története egy eredetileg tíz részesre tervezett történelmi könyvsorozat. A sorozatot az MTA Történettudományi Intézete készítette, és az Akadémiai Kiadó adta ki.

## Kötetek
A könyvsorozat egyes részei kétkötetes műként jelentek meg.
- 1. A könyv címe: Magyarország története 1/1-2.

A kötet alcíme: Előzmények és magyar történet 1242-ig. Főszerkesztő Székely György. Szerkesztő Bartha Antal. Szerzők Bartha Antal, Bóna István, Gábori Miklós, Györffy György, Kristó Gyula, Mócsy András, Somogyi Sándor. Oldalszám 1812. ISBN 963-05-3560-2. Budapest 1984.
- 2. Nem jelent meg.
- 3. A könyv címe: Magyarország története 3/1-2.

A kötet alcíme: 1526-1686. Főszerkesztő Pach Zsigmond Pál. Szerkesztő R. Várkonyi Ágnes. Szerzők Benczédi László, Hegyi Klára, Makkai László, Pach Zsigmond Pál, Péter Katalin, Sinkovics István, R. Várkonyi Ágnes, Zimányi Vera. Oldalszám 1962. ISBN 963-05-4097-5. Budapest 1985.
- 4. A könyv címe: Magyarország története 4/1-2.

A kötet alcíme: 1686-1790. Főszerkesztő Heckenast Gusztáv. 
Szerzők Bóna István, Bartha Antal, Gábori Miklós. Oldalszám 1569. 
ISBN 963-05-5289-2. Budapest 1989.
- 5. A könyv címe: Magyarország története 5/1-2.

A kötet alcíme: 1790-1848. Főszerkesztő Mérei Gyula. Szerkesztő Vörös Károly. Szerzők Arató Endre, Bácskai Vera, Benda Kálmán, Gergely András, Mérei Gyula, Miskolczy Ambrus, Nagy Lajos, Ruzsás Lajos, Vörös Károly. Oldalszám 1456. ISBN 963-053-326-X. Budapest 1983.
- 6. A könyv címe: Magyarország története 6/1-2.

A kötet alcíme: 1848-1890. Szerzők Diószegi István, Kovács Endre, Spira György, Szász Zoltán. Oldalszám 1760. ISBN 963-05-0929-6. Budapest 1979.
- 7. A könyv címe: Magyarország története 7/1-2.

A kötet alcíme: 1890-1918. Főszerkesztő Hanák Péter. Szerkesztő Mucsi Ferenc. Szerzők Diószegi István, Dolmányos István, Erényi Tibor, Galántai József, Hanák Péter, Katus László, Mucsi Ferenc, Pölöskei Ferenc, Szabó Miklós, Vörös Antal. Oldalszám 1422. ISBN 963-05-0929-6. Budapest 1978.
- 8. A könyv címe: Magyarország története 8/1-2.

A kötet alcíme: 1918-1919/1919-1945.
Szerzők, szerkesztők: Juhász Gyula, Pach Zsigmond Pál, Ránki György, Hajdu Tibor, Berend T. Iván, Tilkovszky Lóránt. Oldalszám 1400. ISBN 963-05-1518-0. Budapest 1976.

## A könyvsorozat történelemszemlélete
A sorozat a magyar őstörténettel és a magyar államiság első nyolc évszázadával négy könyvben foglalkozott. A 19. és a 20. század történelmét szintén négy kötet tárgyalta, vagyis a sorozat prioritást biztosított az új- és legújabb kori történelemnek. Az eredeti koncepció szerint a könyvsorozat az 1945 utáni évtizedek történetét is magában foglalta volna, erre azonban nem került sor.
Mivel a nyolcvanas években megjelentetett könyvek anyaggyűjtésére a hetvenes években került sor, ezért – az eredeti koncepcióval szemben – nem minden kiadvány képviselte a történettudomány legkorszerűbb eredményeit.